# Tidiane Diakité
Pour les articles homonymes, voir Diakité.
Tidiane Diakité est un essayiste et historien français d'origine malienne, né le 11 août 1943 à Médine (Mali) et mort le 2 janvier 2025 à Rennes.
Professeur agrégé et docteur en histoire installé en France, il est chevalier de l'ordre des Palmes académiques. Il est également chevalier dans l'ordre national de la Légion d'honneur. Il est auteur de plusieurs ouvrages sur l'Afrique subsaharienne.

## Biographie
Tidiane Diakité est né le 11 août 1943 au Mali, qui était alors une possession territoriale française. Il fait ses études à Bamako et obtient le baccalauréat. Par la suite, il est envoyé contre son gré à Cuba pour y faire des études de journalisme ; il devient successivement instituteur et professeur de collège au Sénégal ; il tente sans succès de s'inscrire comme étudiant à la faculté d'histoire de Dakar. Après le refus de sa titularisation de professeur en raison de sa nationalité étrangère, il part enseigner en Côte d'Ivoire où il attend en vain des cours d'histoire par correspondance. Tidiane Diakité part à Dijon où il fait ses études, qu'il finance grâce à des petits boulots. Il est ensuite docteur puis agrégé d'histoire et enseigne pendant trois ans en France où il rencontre sa future femme, également enseignante. Le couple part ensuite enseigner cinq ans en Côte d'Ivoire. Tidiane Diakité entreprend alors d'écrire son premier ouvrage, L’Afrique malade d'elle-même. Au terme de son contrat avec la Côte d'Ivoire, le couple enseigne à l'académie de Rennes et s'installe par la suite à L'Hermitage en Bretagne, en 1994. Depuis octobre 2010, Tidiane Diakité fait partie de l'honneur en action de la Légion d'Honneur, chargé de dispenser à des étrangers candidats à la nationalité française, des « cours-conférences » sur l'histoire de France, les institutions, la société et la culture françaises. Tidiane Diakité tient un blog, avec des centaines d'articles disponibles.
Tidiane Diakité considère le continent africain comme « malade de lui-même » après avoir dressé un bilan du continent africain « en souffrance ». Pour Tidiane Diakite, il n'existe pas une Afrique, mais des Afriques, avec ses 54 états, dans lesquels près de 6 000 langues sont parlées.
Il est sollicité pour donner des conférences à la demande d'associations ayant un partenariat avec l'Afrique ou par des établissements scolaires ou universitaires en France.
Tidiane Diakité a épousé Élisabeth Schuss, sœur de l'artiste peintre Paul Schuss.
Tidiane Diakité meurt le 2 janvier 2025 à l'âge de 81 ans.

## Œuvres
L'œuvre de Tidiane Diakité est centrée sur l'Afrique. Il a publié de nombreux ouvrages sur l'éducation, l'histoire et le développement économique et social de ce continent.
L'historien Olivier Grenouilleau, dont un livre sur les traites négrières crée la polémique, brisant le tabou de l'esclavage d'Africains par d'autres Africains pendant des siècles et par millions, note : « Mais c'est une chose qu'on connaît depuis le travail de l'historien africain Tidiane Diakité ».
Tidiane Diakité révèle un travail laissé de côté par les historiens, des relations entre les royaumes africains d'antan et les monarchie européenne d'alors, à l'image de l'accueil des émissaires de rois africains, tels que l'ambassadeur du roi d'Ardres (Bénin) en 1671 ou le fils du roi d'Issiny (Côte d'Ivoire) en 1688.

### Louis XIV et l'Afrique noire
Tidiane Diakité s'est en particulier intéressé aux rapports entre Louis XIV et l'Afrique noire ; selon lui, Louis XIV peut se voir attribuer le surnom de « Louis l'Africain » car de tous les rois de France et d’Europe, il est le seul à s’être autant intéressé à l'Afrique ; plusieurs faits justifient selon lui cette vision des choses :
- parmi les souverains européens, il est celui qui a eu la correspondance la plus fournie avec des rois de la côte africaine, celui qui a dépêché auprès d'eux le plus d'émissaires et chargés de mission ;
- cet attachement pour l'Afrique s'est traduit en retour par la présence d'Africains à la cour du « Roi-Soleil ». Certains fils de rois noirs ou prétendus tels, comme le prince Aniaba, ont été élevés à Versailles, baptisés par les soins du Roi-Soleil ;
- Louis XIV avait en effet caressé l'espoir d’une évangélisation de l'Afrique ; il a favorisé l'envoi en Afrique de missionnaires, y compris en Éthiopie, royaume chrétien mais « infectés de plusieurs hérésies » comme l'indique le préambule du mémoire royal du 5 juillet 1702 fixant la mission du sieur de la Roule ;
- l'objectif d'évangélisation est associé à celui de développement du commerce avec l'Afrique (la France étant alors en concurrence avec les nations commerçantes d'Europe du Nord). La Compagnie royale du Sénégal a été, parmi tant d'autres, créée à cet effet ;
- selon Diakité, Louis XIV semble avoir été attiré par ce continent mystérieux, dominé par des rois méconnus, eux-mêmes fascinés par le prestige de Louis XIV que les explorateurs français s'attachaient à présenter comme le « plus grand roi de l'Univers ». Pour Louis XIV, l'Afrique était un des enjeux du rayonnement de la monarchie française. Les Hollandais cherchèrent d'ailleurs en vain à ruiner cette image en mettant en avant la médiocrité des Français dans le commerce, leurs prétentions et leurs mauvaises manières.

## Publications

### Ouvrages
- L'Afrique malade d'elle-même, Karthala, 1986  (EAN 9782865371587)
- Appel à la jeunesse africaine. Comment se fait-il que l'Afrique aidée par la France ne progresse pas ?, L'Harmattan, 2001  (EAN 9782747510547)
- L'Afrique et l'aide. Ou comment s'en sortir ?, L'Harmattan, 2002  (EAN 9782747522359)
- France que fais-tu de ta république ?, L'Harmattan, 2004  (EAN 9782747558907)
- Mutations et crise de l'école publique - Le professeur est mort, vive le prof, L'Harmattan, 2006  (EAN 9782296006836)
- L'Afrique expliquée - Réponses aux questions des jeunes, Cultures Croisées, 2006  (EAN 9782913059269)
- La Traite des Noirs et ses acteurs africains - Du XVe siècle au XIXe siècle, Berg International, 2008  (EAN 9782917191156)
- (avec Nathalie M'Dela-Mounier) L'immigration n'est pas une Histoire sans paroles, Les Oiseaux de papier, 2008  (EAN 9782916359274)
- Cinquante ans après, l'Afrique, Paris, Arléa, 2011  (EAN 9782869599338)
- Louis XIV et l'Afrique noire, Paris, Arléa, 2013  (ISBN 9782363080134)

- Prix Robert-Cornevin 2013 de l'Académie des sciences d’outre-mer

### Ouvrages collectifs
- Nicole Lucas et Vincent Marie (dir.), L’Afrique enseignée, territoire(s), identité(s), culture(s), IUFM de Bretagne, Le Manuscrit, Recherche-Université, 2007.
- Nicole Lucas et Vincent Marie (dir.), Femmes et genre dans l’enseignement, Le Manuscrit, Recherche-Université, 2009.
- Nicole Lucas et Vincent Marie (dir.), « Flux migratoires et globalisation » dans Les migrations dans la classe : Altérité, Identités et Humanité, Le Manuscrit, Recherche-Université, 2009.
- Nicole Lucas et Vincent Marie (dir.), Arts et Histoires des esclavages, abécédaire raisonné des arts et de l'histoire des esclavages, Le Manuscrit, Recherche-Université, 2016.
- Nicole Lucas et Vincent Marie (dir.), Des héros aux acteurs. Essai sur une histoire incarnée, Le Manuscrit, Recherche-Université,2017.

## Distinctions
Tidiane Diakité est :
- Chevalier de la Légion d'honneur ;
- Chevalier de l'ordre des Palmes académiques ;
- Prix Robert Cornevin de l'Académie des sciences d'Outre-mer[11].